# Chikkavali, Sorab
Chikkavali là một làng thuộc tehsil Sorab, huyện Shimoga, bang Karnataka, Ấn Độ.